# Placopsidella grandis
Placopsidella grandis är en tvåvingeart som först beskrevs av Cresson 1925.  Placopsidella grandis ingår i släktet Placopsidella och familjen vattenflugor.
Artens utbredningsområde är Virginia. Inga underarter finns listade i Catalogue of Life.